# Малая Юконда
Малая Юконда — река в России, протекает по Ханты-Мансийскому АО. Устье реки находится на северо-западном берегу озера Яхтур (бассейн Юконды). Длина реки составляет 37 км.
В 15 км от устья, по левому берегу реки впадает река Хомыш.

## Данные водного реестра
По данным государственного водного реестра России относится к Иртышскому бассейновому округу, водохозяйственный участок реки — Конда, речной подбассейн реки — Конда. Речной бассейн реки — Иртыш.
Код объекта в государственном водном реестре — 14010600112115300017716.

## Топографические карты
- Лист карты O-42-II Нахрачи. Масштаб: 1 : 200 000. Издание 1951 г.